# 戈登·洛
戈登·洛（英語：Gordon Lowe，1884年6月21日—1972年5月17日），英国男子网球运动员。他曾代表英国参加1912年和1920年夏季奥林匹克运动会网球比赛。他也曾获得1915年澳大利亚网球公开赛男子单打冠军。